# Kozojedy (ort i Tjeckien, Plzeň)
Kozojedy är en ort i Tjeckien.   Den ligger i regionen Plzeň, i den västra delen av landet, 70 km väster om huvudstaden Prag. Kozojedy ligger 351 meter över havet och antalet invånare är 622.
Terrängen runt Kozojedy är huvudsakligen platt, men österut är den kuperad. Kozojedy ligger nere i en dal. Runt Kozojedy är det ganska tätbefolkat, med 70 invånare per kvadratkilometer. Närmaste större samhälle är Kralovice, 6,9 km nordväst om Kozojedy. I omgivningarna runt Kozojedy växer i huvudsak blandskog.